# K-вимірне дерево

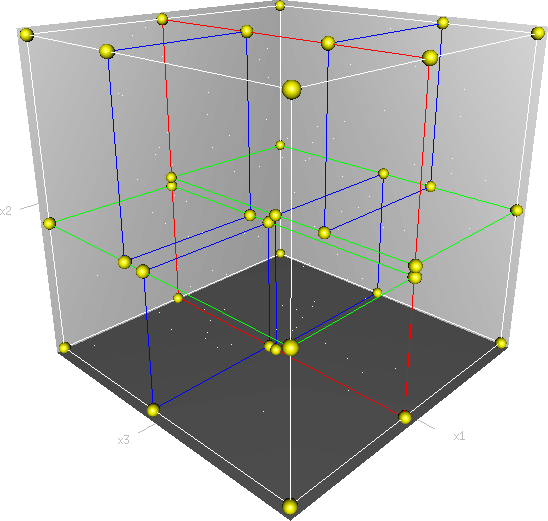
Тривимірне k-d дерево.

В  інформатиці k-d дерево (англ. k-d tree, скорочення від k-вимірне  дерево) — це структура даних з поділом простору для упорядкування  точок в k-вимірному просторі. K-d дерева використовуються для деяких застосувань, таких як пошук у багатовимірному просторі ключів (пошук діапазонів і пошук найближчого сусіда). K-d дерева — особливий вид дерев двійкового поділу простору.

## Математичний опис
K-вимірне дерево — це незбалансоване дерево пошуку для зберігання точок з {\displaystyle \mathbb {R} ^{k}}. Воно пропонує схожу на R-дерево можливість пошуку в заданому діапазоні ключів. На шкоду простоті запитів, вимоги до пам'яті {\displaystyle ~O(kn)} замість {\displaystyle ~O((\log(n))^{k-1})}.
Існують однорідні й неоднорідні k-d дерева. В однорідних k-d дерев кожен вузол зберігає запис. При неоднорідному варіанті внутрішні вузли містять тільки ключі, листя містить посилання на записи.
У неоднорідному k-d дереві {\displaystyle H_{i}(t)=(x_{1},x_{2},\ldots ,x_{i-1},t,x_{i+1},\ldots ,x_{k})} при {\displaystyle 1\leq i\leq k} паралельно осі {\displaystyle (k-1)} -мірної гіперплощини в точці {\displaystyle t}. Для кореня потрібно розділити точки через гіперплощину {\displaystyle H_{1}(t)} на дві по можливості однаково великі безлічі точок і записати {\displaystyle t} в корінь, ліворуч від цього зберігаються всі точки, у яких {\displaystyle x_{1}<t}, праворуч ті, у яких {\displaystyle x_{1}>t}. Для лівого піддерева потрібно розділити точки знову на нову «розділену площину» {\displaystyle H_{2}(t)}, а {\displaystyle t} зберігається у внутрішньому вузлі. Зліва від цього зберігаються всі точки, у яких {\displaystyle x_{2}<t}. Це триває рекурсивно над усіма просторами. Потім все починається знову з першого простору, доки кожну точку можна буде ясно ідентифікувати через гіперплощину.
K-d дерево можна побудувати за {\displaystyle ~O(n(k+\log(n)))}. Пошук діапазону можна виконати за {\displaystyle ~O(n^{1-{\frac {1}{k}}}+a)}, при цьому {\displaystyle a} позначає розмір відповіді. Вимогу до пам'яті для самого дерева обмежено {\displaystyle ~O(kn)}.

## Операції зk-d деревами

### Структура
Структура дерева, описана на мові C ++:
```
const
 
N
 
=
 
10
;
 
// Кількість просторів ключів

struct
 
Item
 
{
// структура елемента

  
int
 
key
 
[
N
];
 
// Масив ключів визначає елемент

  
char
 
*
 
info
;
 
// Інформація елемента

};

struct
 
Node
 
{
// структура вузла дерева

  
Item
 
i
;
 
// Елемент

  
Node
 
*
 
left
;
 
// Ліве піддерево

  
Node
 
*
 
right
;
 
// Праве піддерево

}

```

Структура дерева може змінюватись в залежності від деталей реалізації алгоритму. Наприклад, у вузлі може міститися не один елемент, а масив, що підвищує ефективність пошуку.
Аналіз пошуку елемента
Очевидно, що мінімальна кількість переглянутих елементів дорівнює {\displaystyle 1}, а максимальна кількість переглянутих елементів — {\displaystyle ~O(h)}, де {\displaystyle h} — це висота дерева. Залишається порахувати середню кількість переглянутих елементів {\displaystyle A_{n}}.
{\displaystyle [x_{0},x_{1},x_{2},...,x_{n}]} — заданий елемент.
Розглянемо випадок {\displaystyle h=3}. Знайденими елементами можуть бути:
{\displaystyle find(t_{1}):[(x_{0}=t_{1})];A=1.}
{\displaystyle find(t_{2}):[(x_{0}<t_{1})\land (x_{0}=t_{2})];A=2.}
{\displaystyle find(t_{3}):[(x_{0}>t_{1})\land (x_{0}=t_{3})];A=2.}
{\displaystyle find(t_{4}):[(x_{0}<t_{1})\land (x_{0}<t_{2})\land (x_{0}=t_{4})];A=3.}
{\displaystyle find(t_{5}):[(x_{0}<X_{1})\land (x_{0}>t_{2})\land (x_{0}=t_{5})];A=3.}
{\displaystyle find(t_{6}):[(x_{0}<t_{1})\land (x_{0}<t_{3})\land (x_{0}=t_{6})];A=3.}
{\displaystyle find(t_{7}):[(x_{0}<t_{1})\land (x_{0}>t_{3})\land (x_{0}=t_{7})];A=3.}
і так для кожного простору ключів. При цьому середня довжина пошуку в одному просторі становить:
{\displaystyle A={\frac {1+2+2+3+3+3+3}{7}}={\frac {17}{7}}\approx 2,4}.
Середня величина розраховується за формулою: {\displaystyle A_{n}=\sum _{k=1}^{n}kp_{n,k}}
Залишається знайти ймовірність {\displaystyle p_{n,k}}. Вона дорівнює {\displaystyle p_{n,k}={\frac {p_{A,k}}{p_{n}}}}, де {\displaystyle p_{A,k}} — число випадків, коли {\displaystyle A=k}, і {\displaystyle p_{n}} — загальне число випадків.
Не складно здогадатись, що {\displaystyle p_{n,k}={\frac {2^{k-1}}{2^{n}-1}}}
Підставляємо це в формулу для середньої величини:
{\displaystyle A_{n}=\sum _{k=1}^{n}kp_{n,k}=\sum _{k=1}^{n}{k{\frac {2^{k-1}}{2^{n}-1}}}={\frac {1}{2^{n}-1}}\sum _{k=1}^{n}{k2^{k-1}}=}
{\displaystyle ={\frac {1}{2^{n}-1}}\sum _{k+1=1}^{n}{({k+1})2^{k}}={\frac {1}{2^{n}-1}}(\sum _{k+1=1}^{n}{k2^{k}}+\sum _{k+1=1}^{n}{2^{k}})=}
{\displaystyle ={\frac {1}{2^{n}-1}}\left(\sum _{k=1}^{n}{k2^{k}}+\sum _{k=1}^{n}{2^{k}}-2^{n}-n2^{n}\right)=}
{\displaystyle ={\frac {1}{2^{n}-1}}(n2^{n+2}-(n+1)2^{n+1}+2-2^{n}+2^{3}-1-n2^{n})={\frac {2^{n}(n-1)+1}{2^{n}-1}}}
тобто, {\displaystyle A_{h}={\frac {2^{h}(h-1)+1}{2^{h}-1}}}, де {\displaystyle h} — висота дерева.
Якщо перейти від висоти дерева до кількості елементів, то:
{\displaystyle A_{n}=~O\left({\frac {2^{h}(h-1)+1}{2^{h}-1}}\right)=~O\left(h{\frac {2^{h}}{2^{h}-1}}-1\right)=~O\left(\log \left({\frac {n}{N}}+1\right){\frac {2^{\log({\frac {n}{N}}+1)}}{2^{\log({\frac {n}{N}}+1)}-1}}-1\right)=~O\left(\log \left({\frac {n}{N}}+1\right){\frac {n+N}{n}}-1\right)=}
{\displaystyle =~O\left(\log \left({\frac {n}{N}}+1\right)^{\frac {n+N}{n}}-1\right)}, де {\displaystyle N} — кількість елементів у вузлі.
З цього можна зробити висновок, що чим більше елементів буде міститись у вузлі, тим швидше буде проходити пошук по дереву, оскільки висота дерева залишатиметься мінімальною, проте не слід зберігати величезну кількість елементів у вузлі, оскільки при такому способі все дерево може дегенерувати у звичайний масив або список.

### Додавання елементів
Додавання елементів відбувається точно так само, як і в звичайному двійковому дереві пошуку, з тією лише різницею, що кожен рівень дерева буде визначатися ще й простором, до якого він відноситься.
Алгоритм просування по дереву:
```
for
 
(
int
 
i
 
=
 
0
;
 
tree
;
 
i
 
++
)
 
// i - це номер простору

    
if
 
(
tree
->
 
x
 
[
i
]
 
<
tree
->
 
t
)
 
// t - медіана

        
tree
 
=
 
tree
->
 
left
;
 
// Переходимо в ліве піддерево

    
else

        
tree
 
=
 
tree
->
 
right
;
 
// Переходимо в праве піддерево

```

Додавання виконується за {\displaystyle ~O(h)}, де {\displaystyle h} — висота дерева.

### Видалення елементів
При видаленні елементів дерева може виникнути декілька ситуацій.
- Видалення листа дерева — досить просте видалення, коли видаляється один вузол, і покажчик вузла-предка просто обнуляється.[2]

- Видалення вузла дерева (не листа) — дуже складна процедура, при якій доводиться перебудовувати все піддерево для даного вузла.

Іноді процес видалення вузла вирішується модифікаціями k-d дерева. Наприклад, якщо у нас у вузлі міститься масив елементів, то при видаленні всього масиву вузол дерева залишається, але нові елементи туди більше не записуються.

### Пошук діапазону елементів
Пошук заснований на звичайному спуску по дереву, коли кожен вузол перевіряється на діапазон. Якщо медіани вузла менше або більше заданого діапазону в даному просторі, то обхід йде далі по одній з гілок дерева. Якщо ж медіана вузла входить повністю в заданий діапазон, то потрібно відвідати обидва піддерева.
Алгоритм
```
Z
 
-
 
вузол
 
дерева

[(
X_0_min
,
 
x_1_min
,
 
x_2_min
,
 
...,
 
x_n_min
),
 
(
x_0_max
,
 
x_1_max
,
 
x_2_max
,
 
...,
 
x_n_max
)]
 
-
 
заданий
 
діапазон

Функція
 
Array
 
(
Node
 
*
 
&
 
Z
)
 
{

If
 
([
x_0_min
,
 
x_1_min
,
 
x_2_min
,
 
...,
 
x_n_min
]
 
<
Z
)
 
{

Z
 
=
 
Z
->
 
left
;
 
// Ліве піддерево

}

else

If
 
([
x_0_max
,
 
x_1_max
,
 
x_2_max
,
 
...,
 
x_n_max
]
>
 
Z
)
 
{

Z
 
=
 
Z
->
 
right
;
 
// Праве піддерево

}

Else
 
{
// переглянути обидва піддерева

Array
 
(
Z
->
 
right
);
 
// Запустити функцію для правого піддерева

Z
 
=
 
Z
->
 
left
;
 
// Переглянути ліве піддерево

}

}

```

Аналіз
Очевидно, що мінімальна кількість переглянутих елементів це {\displaystyle ~O(h)}, де {\displaystyle h} — висота дерева. Так само очевидно, що максимальна кількість переглянутих елементів це {\displaystyle ~O(2^{h}-1)}, тобто перегляд всіх елементів дерева. Залишається порахувати середню кількість переглянутих елементів {\displaystyle A_{n}}.
{\displaystyle [(x_{0_{min}},x_{1_{min}},x_{2_{min}},...,x_{n_{min}}),(x_{0_{max}},x_{1_{max}},x_{2_{max}},...,x_{n_{max}})]} — заданий діапазон.
Оригінальна стаття про k-d дерева дає таку характеристику:
{\displaystyle A_{n}=~O(h\cdot \log(h))} для фіксованого діапазону.
Якщо перейти від висоти дерева до кількості елементів, то це буде:
{\displaystyle A_{n}=~O(\log(\log(n-1))^{\log(n-1)})}

### Пошук найближчого сусіда
Пошук найближчого елемента розділяється на дві підзадачі:
1) визначення можливого найближчого елемента;
2) пошук найближчих елементів в заданому діапазоні.
Дано дерево {\displaystyle tree}.

Анімація NN пошука с a k-d дерева в двох масивах

Ми спускаємося по дереву до його листа за умовою {\displaystyle tree\to x[i](<,>=)tree\to t} і визначаємо ймовірний найближчий елемент за умовою {\displaystyle l_{min}={\sqrt {(({x_{0}-x[i]_{0}})^{2}+({x_{1}-x[i]_{1}})^{2}+...+({x_{n}-x[i]_{n}})^{2})}}}.
Після цього від кореня дерева запускається алгоритм пошуку найближчого елемента в заданому діапазоні, який визначається радіусом {\displaystyle R=l_{min}={\sqrt {(({x_{0}-x[i]_{0}})^{2}+({x_{1}-x[i]_{1}})^{2}+...+({x_{n}-x[i]_{n}})^{2})}}}.
Радіус пошуку коригується при знаходженні найближчого елемента.
Алгоритм
```
Z
 
-
 
корінь
 
дерева
 
|

List
 
-
 
список
 
найближчих
 
елементів
 
|

[
X_0
,
 
x_1
,
 
x_2
 
...,
 
x_n
]
 
-
 
елемент
 
для
 
якого
 
шукаються
 
найближчі

Len
 
-
 
мінімальна
 
довжина

Функція
 
Maybe_Near
 
(
Node
 
*
 
&
 
Z
)
 
// пошук найближчого можливого елемента

{

  
While
 
(
Z
)
 

  
{

    
// Перевірка елементів у вузлі

    
for
 
(
i
 
=
 
0
;
 
i
 
<
N
;
 
i
 
++
)
 

    
{

      
len_cur
 
=
 
sqrt
 
((
x_0
 
-
 
x
[
i
]
_0
)
 
^
 
2
 
+
 
(
x_1
 
-
 
x
[
i
]
_1
)
 
^
 
2
 
+
 
...
 
+
 
(
x_n
 
-
 
x
[
i
]
_n
)
 
^
 
2
);
 
// Довжина поточного елемента

      
if
 
(
Len
>
 
довжини
 
поточного
 
елемента
)
 

      
{

        
Len
 
=
 
len_cur
;
 
// Встановлення нової довжини

        
Delete
 
(
List
);
 
// Очищення списку

        
Add
 
(
List
);
 
// Додати новий елемент у список

      
}

      
Else

        
if
 
(
довжини
 
рівні
)

          
Add
 
(
List
);
 
// Додати новий елемент у список

      
If
 
((
x_0
 
=
 
x
[
i
]
_0
)
 
&&
 
(
x_1
 
=
 
x
[
i
]
_1
)
 
&&
 
...
 
&&
 
(
x_n
 
=
 
x
[
i
]
_n
))

        
Return
 
1
;

    
}

    
If
 
([
x_0
,
 
x_1
,
 
x_2
 
...,
 
x_n
]
 
<
Z
)

      
Z
 
=
 
Z
->
 
left
;
 
// Ліве піддерево

    
If
 
([
x_0
,
 
x_1
,
 
x_2
 
...,
 
x_n
]
>
 
Z
)

      
Z
 
=
 
Z
->
 
right
;
 
// Праве піддерево

  
}

}

Функція
 
Near
 
(
Node
 
*
 
&
 
Z
)
 
{
// пошук найближчого елемента в заданому діапазоні

While
 
(
Z
)
 
{

// Перевірка елементів у вузлі

for
 
(
i
 
=
 
0
;
 
i
 
<
N
;
 
i
 
++
)
 
{

len_cur
 
=
 
sqrt
 
((
x_0
-
x
 
[
i
]
 
_0
)
 
^
 
2
 
+
 
(
x_1
-
x
 
[
i
]
 
_1
)
 
^
 
2
 
+
 
...
 
+
 
(
x_n
-
x
 
[
i
]
 
_n
)
 
^
 
2
);
 
// Довжина поточного елемента

if
 
(
Len
>
 
довжини
 
поточного
 
елемента
)
 
{

Len
 
=
 
len_cur
;
 
// Встановлення нової довжини

Delete
 
(
List
);
 
// Очистка списку

Add
 
(
List
);
 
// Додати новий елемент у список

}

Else

if
 
(
довжини
 
рівні
)

Add
 
(
List
);
 
// Додати новий елемент у список

}

If
 
([
x_0
,
 
x_1
,
 
x_2
 
...,
 
x_n
]
 
+
 
len
>
 
Z
)
 
{
// якщо діапазон більше медіани

Near
 
(
Z
->
 
right
);
 
// Переглянути обидва дерева

Z
 
=
 
Z
->
 
left
;

}

If
 
([
x_0
,
 
x_1
,
 
x_2
 
...,
 
x_n
]
 
<
Z
)

Z
 
=
 
Z
->
 
left
;
 
// Ліве піддерево

If
 
([
x_0
,
 
x_1
,
 
x_2
 
...,
 
x_n
]
>
 
Z
)

Z
 
=
 
Z
->
 
right
;
 
// Праве піддерево

}

}

```

Аналіз
Очевидно, що мінімальна кількість переглянутих елементів це {\displaystyle ~O(h)}, де h — висота дерева. Так само очевидно, що максимальна кількість переглянутих елементів це {\displaystyle ~O(2^{h}-1)}, тобто перегляд всіх вузлів. Залишається порахувати середню кількість переглянутих елементів.
{\displaystyle [(x_{0},x_{1},x_{2},...,x_{n})]} — заданий елемент, щодо якого потрібно знайти найближчий.
Це завдання розділяється на дві підзадачі: знаходження найближчого елемента у вузлі й знаходження найближчого елемента в заданому діапазоні.
Для вирішення першої підзадачі потрібен один спуск по дереву, тобто {\displaystyle ~O(h)}.
Для другої підзадачі, як ми вже вирахували, пошук елементів в заданому діапазоні виконується за {\displaystyle ~O(h\cdot \log(h))}.
Щоб дізнатися середнє, досить просто скласти ці дві величини:
{\displaystyle =~O(h)+~O(h\cdot \log(h))=~O(h)\cdot ({~O(\log(h))+1}))}.

## Зовнішні посилання
- libkdtree ++, an open-source STL-like implementation of k — d trees in C ++.
- A tutorial on KD Trees
- FLANN and its fork nanoflann [Архівовано 28 грудня 2014 у Wayback Machine.], efficient C ++ implementations of  k  — d tree algorithms.
- kdtree [Архівовано 9 січня 2015 у Wayback Machine.] A simple C library for working with KD-Trees
- KD Tree Demo, Java applet [Архівовано 29 червня 2020 у Wayback Machine.]
- libANN [Архівовано 15 січня 2021 у Wayback Machine.] Approximate Nearest Neighbour Library includes a  k  — d tree implementation
- Caltech Large Scale Image Search Toolbox: a Matlab toolbox implementing randomized  k  — d tree for fast approximate nearest neighbour search, in addition to LSH, Hierarchical K-Means, and Inverted File search algorithms.
- Heuristic Ray Shooting Algorithms [Архівовано 11 листопада 2016 у Wayback Machine.], pp. 11 and after
- Into contains open source implementations of exact and approximate (k) NN search methods using  k  — d trees in C ++.